# نهر كلارنس
نهر كلارنس - نيوساوث ويلز

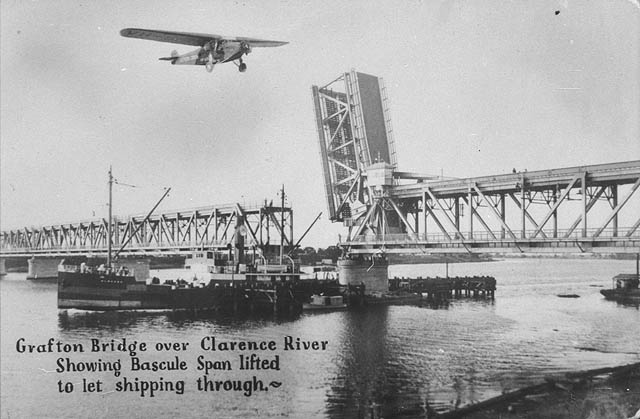
بناء جسر على نهر كلارنس 1932

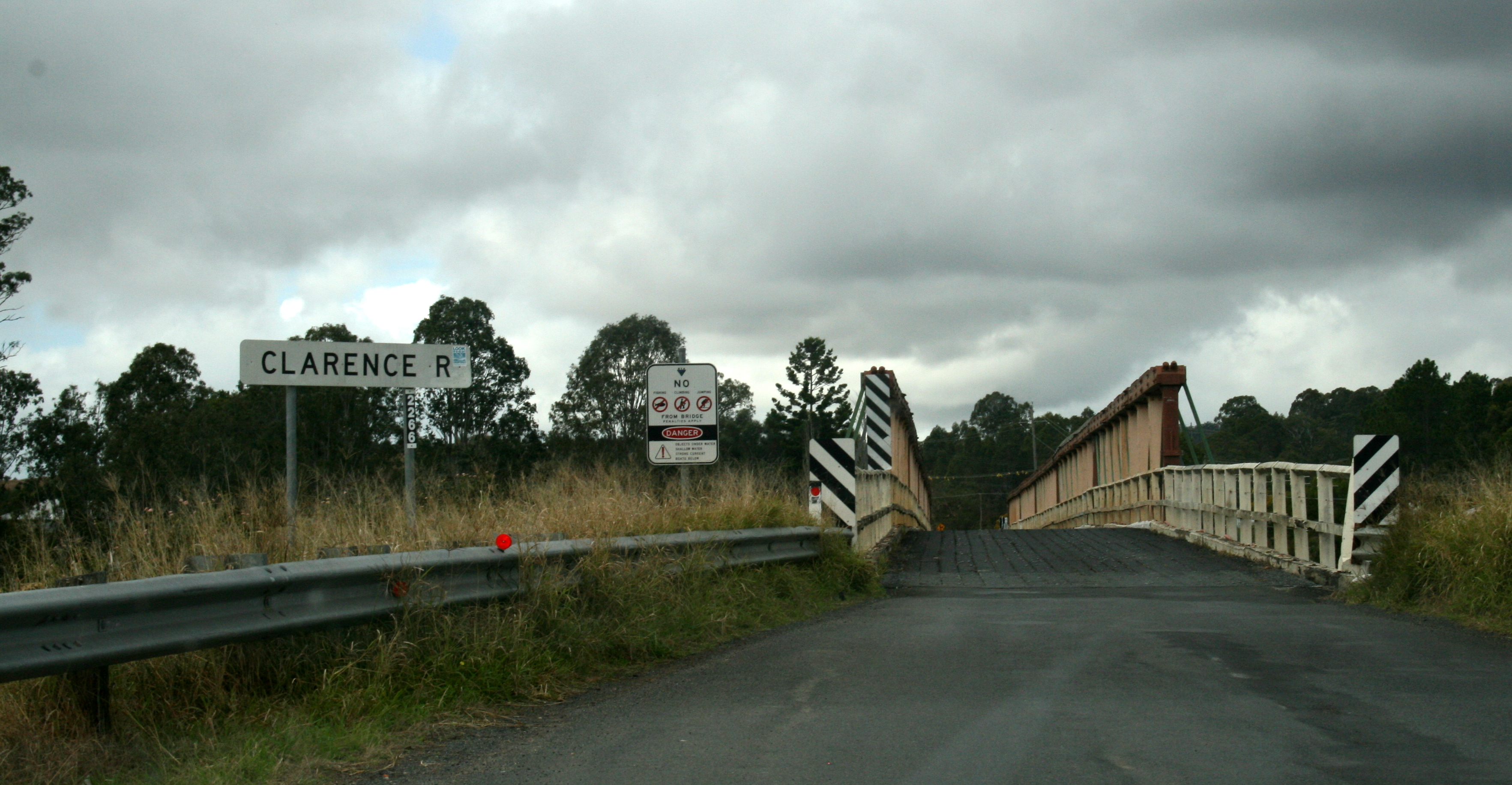
طريق يعبر نهر كلارنس

نهر كلارنس بالإنجليزية (Clarence River): يقع نهر كلارنس في شمال شرق نيو ساوث ويلز، أستراليا. النهر ينبع من مستجمعات المياه التي تمثل الحدود مع كوينزلاند. ثم بعد ذلك يتدفق إلى الجنوب والشمال الشرقي لمسافة 394 كم من ثم يصب في المحيط الهادئ عند منطقة Iluka/ Yamba . في أثناء سيره يمر عبر مدن: Grafton جرافتون،أولمارا Ulmarra، كوبرCowper ،وماكلين Maclean, هاروود Harwood. روافده الرئيسية هي نهر مان Mann، نهر نيمبويدا Nymboida، ونهر أورار Orara. من مميزات النهر أن له العديد من الجُزر منها، وودفورد Woodford، تشاتسوورث Chatsworth، وهاروود Harwood. تقوم على النهر صناعة الصيد بشباك الجر الكبيرة وصيدالجمبري وصيد الأسماك. مساحة النهر 22850 كم2.